# إدوارد فان وينين
كان إدوارد دي. إي. فان وينين (1847 - 28 يوليو 1925)، من هواة جمع الطوابع الأستراليين الذي وقع على قائمة هواة جمع الطوابع المتميزين في عام 1925.